# Tita (Vorname)
Tita ist ein weiblicher Vorname.

## Herkunft und Bedeutung
Tita kommt aus dem Friesischen und ist eine Kurzform zu Namen mit dem Namenselement diet „Volk“. Der Name lässt sich auch als weibliche Form des lateinischen Vornamen Titus auffassen.

## Namensträgerinnen
- Tita Binz  (eigentl. Juanita Ladewig; 1903–1970), deutsche Photographin
- Tita Giese (* 1942), deutsche Künstlerin
- Tita von Hardenberg (* 1968), deutsche Fernsehmoderatorin
- Tita do Rêgo Silva (* 1959), in Hamburg lebende bildende Künstlerin